# HMS Södermanland (J21)
HMS Södermanland (J21) var en landskapsjagare i svenska flottan. Fartyget byggdes vid Eriksbergs varv i Göteborg och levererades 27 juni 1958 som andra fartyg i Östergötland-klassen. Södermanland var det första av fartygen i klassen att utrustas med luftvärnsroboten Robot 07. Fartyget utrangerades den 1 juli 1982 och såldes år 1985 för skrotning i Spanien.

## Utformning och bestyckning
Av tids- och kostnadsskäl byggdes HMS Södermanland, i likhet med de övriga fartygen i klassen, till stor del efter Öland-klassens ritningar. Fartygets längd var 111,8 meter och bredden var 11,2 meter. På grund av annorlunda utrustning blev de nya fartygen emellertid cirka 200 ton tyngre vilked gav ett djupgående av 3,7 meter, mot Öland-klassens 3,4 meter. Maskineriet bestod av två stycken oljeeldade ångpannor av märket Babcock & Wilcox, som levererade ånga med 32 bars tryck till två ångturbiner av märket de Laval, som i sin tur drev var sin propeller. Maskineriet gav effekten 47 000 hästkrafter på axlarna, vilket gav en toppfart av 35 knop.

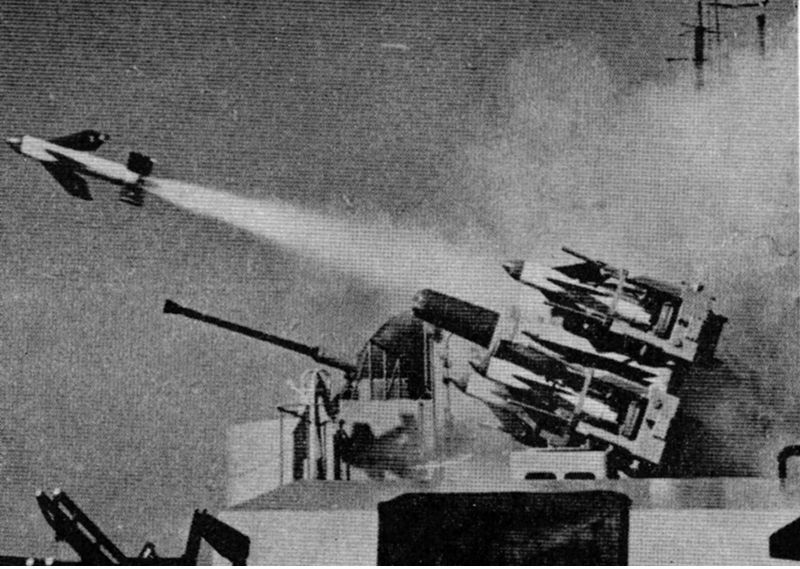
Skjutning med Robot 07 från lavertaget som monterades 1963.

Huvudarartilleriet bestod av fyra stycken 12 cm kanoner m/44 placerade i två dubbeltorn, ett på fördäck och ett på akterdäck. Luftvärnet bestod från början av sju stycken 40 mm automatkanoner m/48 E. Dessa var placerade två för om överbyggnaden, en på vardera sida midskepps, samt tre på den aktra bryggan. År 1963 modifierades Södermanland som första fartyg i klassen, då den mittersta kanonen på aktra bryggan byttes ut mot luftvärnsroboten Robot 07, och för att öka stabiliteten på fartyget togs samtidigt de två kanonerna midskepps bort. Av samma skäl sattes även samtliga sex torpedtuber i ett tubställ, efter att tidigare ha stått i två ställ. Vidare fanns ombord två sjunkbombfällare och 58 minor.

## Historia
HMS Södermanland byggdes på Eriksbergs varv i Göteborg och sjösattes den 28 mars 1956. Provturerna påbörjades i mars 1958, och den 27 juni samma år levererades hon till Marinen. Fartyget utrangerades den 1 juli 1982 och såldes år 1985 för skrotning i Spanien.

## Bildgalleri

HMS Södermanlands vapen.
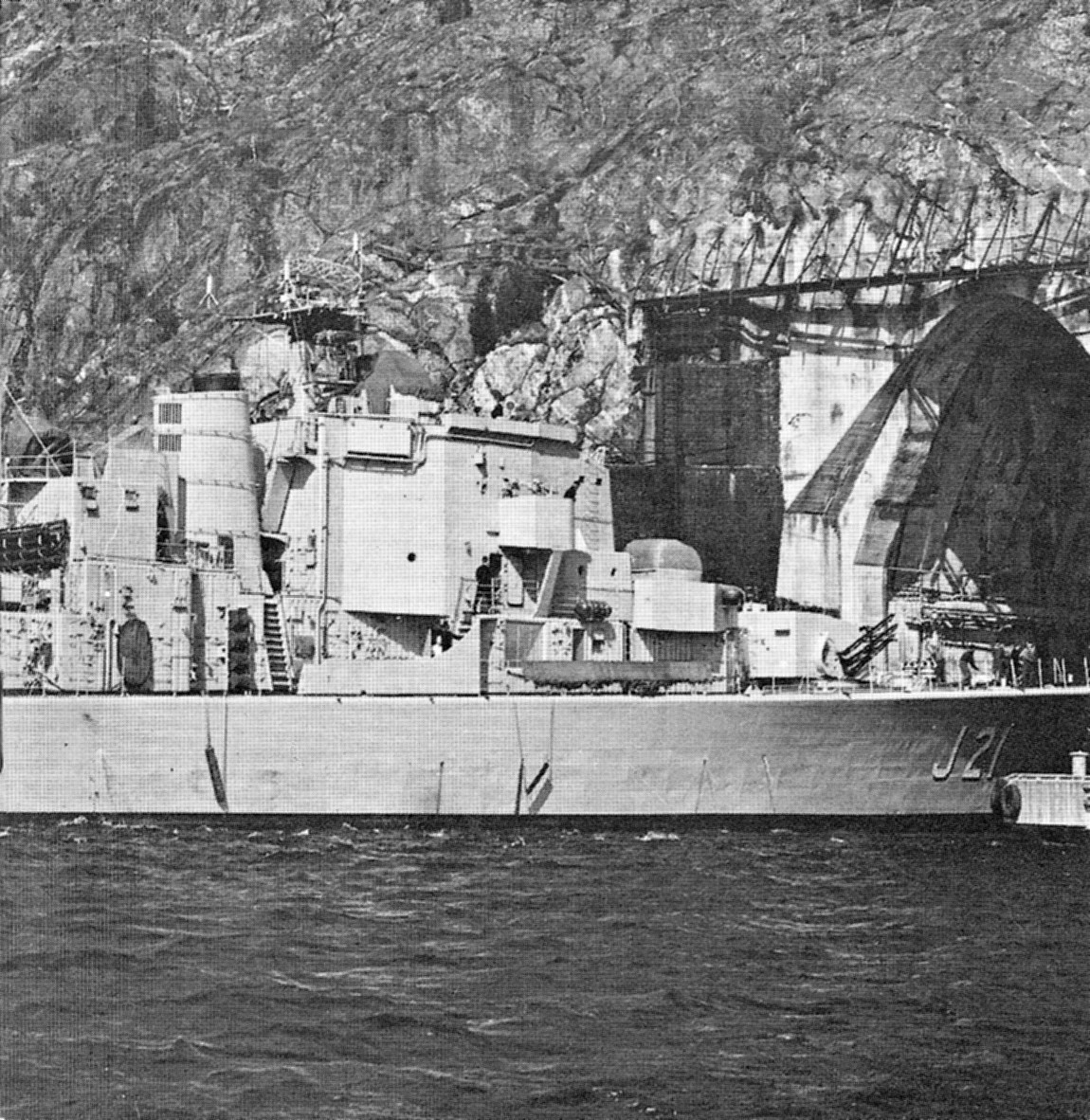
Södermanland på väg in i en av Musköbasens fartygstunnlar.